# Franck Atsou
Franck Atsou   (Lomé, 1 d'agost de 1978) és un exfutbolista togolès de la dècada de 2000.
Fou internacional amb la selecció de futbol de Togo amb la qual participà a la Copa del Món de futbol de 2006.
Pel que fa a clubs, destacà a Persepolis i Esteghlal Ahvaz.